# Prix Günther-Laukien
Le prix Günther-Laukien est un prix « récompensant les récentes recherches expérimentales de pointe en résonance magnétique nucléaire (RMN) avec une forte probabilité de permettre de nouvelles applications bénéfiques ».   

## Histoire
Le prix est créé en 1999 à la mémoire de Günther Laukien, pionnier de la recherche en résonance magnétique nucléaire (RMN). Le prix, d'un montant de 15 000 $ est financé par Bruker, la société fondée par Günther Laukien. 

## Lauréats
Les lauréats du prix Günther-Laukien sont :    
- 1999 : Konstantin Pervushin, Roland Riek, Gerhard Wider et Kurt Wüthrich
- 2000 : Lucio Frydman (en)
- 2001 : Peter Boesiger, Klaas Prüßmann et Markus Weiger
- 2002 : Ad Bax (en), Aksel Bothner-By et James Prestegard
- 2003 : Jacob Schaefer
- 2004 : Lewis E. Kay
- 2005 : Stephan Grzesiek
- 2006 : Thomas Szyperski, Eriks Kupce, Ray Freeman et Rafael Bruschweiler (en)
- 2007 : Robert G. Griffin (en)
- 2008 : Malcolm Levitt (en)
- 2009 : Daniel Weitekamp
- 2010 : Paul Callaghan[3]
- 2011 : Daniel Rugar, John Mamin et John Sidles
- 2012 : Klaes Golman et Jan Henrik Ardenkjaer-Larsen
- 2013 : Clare Grey
- 2014 : Marc Baldus (en), Mei Hong (en), Ann McDermott, Beat H.Meier, Hartmut Oschkinat (en) et Robert Tycko (en)
- 2015 : Arthur Palmer III
- 2016 : Robert S. Balaban et Peter van Zijl
- 2017 : Kurt Zilm et Bernd Reif
- 2018 : Gerhard Wagner
- 2019 : Geoffrey Bodenhausen et Christian Griesinger
- 2020 : Simon Duckett, Konstantin Ivanov et Warren S. Warren (en)
- 2021 : Gareth A. Morris (en)
- 2022 : Michael Garwood (en)[4]
- 2023 : Lyndon Emsley et Anne Lesage[5]
- 2024 : Hashim Al-Hashim (en) : Développement et application de nouvelles méthodes de relaxation de spin pour étudier un large spectre de dynamiques dans les acides nucléiques
- 2025 :